# Pippa Guard
Pippa Guard, née le 13 octobre 1952 à Édimbourg (Royaume-Uni), est une actrice écossaise.

## Filmographie
- 1978 : The Comedy of Errors (TV) : 'Porpentine' Girl
- 1978 : The Mill on the Floss (feuilleton TV) : Maggie Tulliver
- 1979 : The Mallens (série TV) : Barbara Farrington
- 1980 : The Tempest (TV) : Miranda
- 1980 : Maria Marten (TV) : Maria Marten
- 1981 : All's Well That Ends Well (TV) : Diana
- 1981 : A Midsummer Night's Dream (TV) : Hermia
- 1982 : An Unsuitable Job for a Woman : Cordelia Gray
- 1983 : To the Lighthouse (TV) : Prue Ramsay
- 1984 : The Country Diary of an Edwardian Lady (série TV) : Edith Holden
- 1986 : The Life and Loves of a She-Devil (feuilleton TV) : Lady Bissop
- 1989 : Close to Home (série TV) : Vicky (1990)
- 1992 : Hercule Poirot (série TV, saison 4, épisode 1 : A.B.C. contre Poirot) : Megan Barnard
- 1993 : The Riff Raff Element (série TV) : Phoenix
- 1993 : All or Nothing at All (TV) : Marion
- 1994 : Scarlett (feuilleton TV) : India Wilkes
- 1995 : Daisies in December (TV) : Miss Glaistow
- 1995 : Circles of Deceit: Dark Secret (TV) : Elizabeth Ferrer
- 1996 : Roger Roger (TV) : Reen
- 1997 : Gobble (TV) : Claire Worsfold, Colin's wife
- 1998 : Roger Roger (série TV) : Reen
- 1998 : The Creatives (série TV) : Lauren Marshall
- 1999 : Hope & Glory (série TV) : Jan Woolley (1999)
- 2000 : Hearts and Bones (série TV) : Liz Booth